# Franco Lobos
César Franco Lobos Asman (Santiago, Chile, 22 de febrero de 1999) es un futbolista profesional chileno que se desempeña como delantero en Unión La Calera de la Primera División de Chile.
Fue internacional con la Selección de fútbol sub-23 de Chile que participó en el Torneo Preolímpico Sudamericano Sub-23 de 2020 Oriundo del colegio Instituto San Pablo Misionero

## Estadísticas

### Clubes
| Club                         | Div.             | Temporada        | Liga  | Liga  | Liga   | Copas nacionales | Copas nacionales | Copas nacionales | Torneos internacionales | Torneos internacionales | Torneos internacionales | Total | Total | Total  |
| Club                         | Div.             | Temporada        | Part. | Goles | Asist. | Part.            | Goles            | Asist.           | Part.                   | Goles                   | Asist.                  | Part. | Goles | Asist. |
| ---------------------------- | ---------------- | ---------------- | ----- | ----- | ------ | ---------------- | ---------------- | ---------------- | ----------------------- | ----------------------- | ----------------------- | ----- | ----- | ------ |
| Universidad de Chile · Chile | 1.ª              | 2016-17          | 1     | 0     | 0      | —                | —                | —                | —                       | —                       | —                       | 1     | 0     | 0      |
| Universidad de Chile · Chile | Total 1ªetapa    | Total 1ªetapa    | 1     | 0     | 0      | 0                | 0                | 0                | 0                       | 0                       | 0                       | 1     | 1     | 4      |
| Celta de Vigo "B" · España   | 3.ª              | 2017-18          | 2     | 0     | 0      | 0                | 0                | 0                | —                       | —                       | —                       | 2     | 0     | 0      |
| Celta de Vigo "B" · España   | Total club       | Total club       | 2     | 0     | 0      | 0                | 0                | 0                | 0                       | 0                       | 0                       | 2     | 0     | 0      |
| Unión La Calera · Chile      | 1.ª              | 2019             | 19    | 2     | 0      | 2                | 0                | 0                | 3                       | 1                       | 0                       | 24    | 3     | 0      |
| Unión La Calera · Chile      | Total club       | Total club       | 19    | 2     | 0      | 2                | 0                | 0                | 3                       | 1                       | 0                       | 24    | 3     | 0      |
| Universidad de Chile · Chile | 1.ª              | 2020             | 7     | 0     | 0      | —                | —                | —                | 1                       | 0                       | 0                       | 8     | 0     | 0      |
| Universidad de Chile · Chile | 1.ª              | 2021             | 16    | 1     | 4      | 3                | 0                | 0                | 0                       | 0                       | 0                       | 19    | 1     | 4      |
| Universidad de Chile · Chile | 1.ª              | 2022             | 4     | 0     | 0      | 1                | 0                | 0                | 0                       | 0                       | 0                       | 4     | 0     | 0      |
| Universidad de Chile · Chile | 1.ª              | 2023             | 9     | 0     | 0      | —                | —                | —                | —                       | —                       | —                       | 9     | 0     | 0      |
| Universidad de Chile · Chile | Total club       | Total club       | 37    | 1     | 4      | 4                | 0                | 0                | 1                       | 0                       | 0                       | 43    | 1     | 4      |
| Cobresal · Chile             | 1.ª              | 2024             | 0     | 0     | 0      | 0                | 0                | 0                | —                       | —                       | —                       | 0     | 0     | 0      |
| Cobresal · Chile             | Total club       | Total club       | 0     | 0     | 0      | 0                | 0                | 0                | 0                       | 0                       | 0                       | 0     | 0     | 0      |
| Total en carrera             | Total en carrera | Total en carrera | 58    | 3     | 4      | 6                | 0                | 0                | 4                       | 1                       | 0                       | 68    | 4     | 4      |
| 1. 2. 3.                     |                  |                  |       |       |        |                  |                  |                  |                         |                         |                         |       |       |        |